# Kirby (Vermont)
Kirby és una població dels Estats Units a l'estat de Vermont. Segons el cens del 2000 tenia 456 habitants.

## Demografia
Segons el cens del 2000, Kirby tenia 456 habitants, 168 habitatges, i 122 famílies. La densitat de població era de 7,2 habitants per km².
Dels 168 habitatges en un 36,9% hi vivien nens de menys de 18 anys, en un 56% hi vivien parelles casades, en un 9,5% dones solteres, i en un 26,8% no eren unitats familiars. En el 19% dels habitatges hi vivien persones soles el 4,8% de les quals corresponia a persones de 65 anys o més que vivien soles. El nombre mitjà de persones vivint en cada habitatge era de 2,71 i el nombre mitjà de persones que vivien en cada família era de 3,05.
Per edats la població es repartia de la següent manera: un 28,9% tenia menys de 18 anys, un 5,5% entre 18 i 24, un 28,3% entre 25 i 44, un 28,5% de 45 a 60 i un 8,8% 65 anys o més.
L'edat mediana era de 37 anys. Per cada 100 dones de 18 o més anys hi havia 98,8 homes.
La renda mediana per habitatge era de 37.917 $ i la renda mediana per família de 43.333 $. Els homes tenien una renda mediana de 27.778 $ mentre que les dones 22.500 $. La renda per capita de la població era de 16.675 $. Entorn del 15,2% de les famílies i el 15,3% de la població estaven per davall del llindar de pobresa.